# Charles Dollé
Pour les articles homonymes, voir Dollé (homonymie).
Charles Dollé (vers 1710-1755) est un compositeur et gambiste français du début du XVIIIe siècle.

## Biographie
On ne connaît pas grand-chose de la vie de Charles Dollé : les seules dates certaines le concernant sont 1737 et 1754, années où il reçut le « privilège » de publier ses œuvres,.
Ce compositeur de l'époque baroque tardive se consacra à la musique pour viole de gambe.

## Œuvres
- 1737 : Sonates en trio pour les violons, flûtes-traversières et violes avec la basse continue, op. 1
- 1737 : Pièces de viole avec la Basse Continue, op. 2, opus composé de 3 suites de 8 pièces chacune
- 1737 : Pièces pour le pardessus de viole, op. 3 — y compris un « Tombeau de Marais le Père »
- 1737 : Sonates, duos & pièces, op. 4
- 1754 : Sonates à deux pardessus de viole sans basse, op. 6
- 17..  : O salutaris hostia quae caeli, petit motet

## Discographie
- Musique française tardive pour viole : Charles Dollé et Antoine Forqueray - Wieland Kuijken, Sigiswald Kuijken et Robert Kohnen (novembre 1978, Accent ACC 67808 D) (OCLC 753291163)
- Suite en sol majeur, Tombeau de Marais le père, À deux violes esgales - Jonathan Dunford, basse de viole ; Sylvia Abramowicz, basse de viole ; Nanja Breedjik, harpe triple ; Daphni Kokkoni, clavecin (2007, AS musique ASM003) (OCLC 717347006)
- L'Anonyme parisien : Suites de l'opus 2 - Robin Pharo, direction et viole de gambe ; Ronald Martin Alonso, viole de gambe ; Thibaut Roussel, théorbe et guitare baroque ; Loris Barrucand, orgue ; Rona Khalil, clavecin (avril 2016, Paraty) (OCLC 1041440973)